# Gruzovce
Gruzovce (ungarisch Gorzó – bis 1907 Grozóc, älter auch Grusóc) ist eine Gemeinde im Osten der Slowakei mit 137 Einwohnern (Stand: 31. Dezember 2024), die zum Okres Humenné, einem Kreis des Prešovský kraj, gehört. Sie ist Teil der traditionellen Landschaft Zemplín.

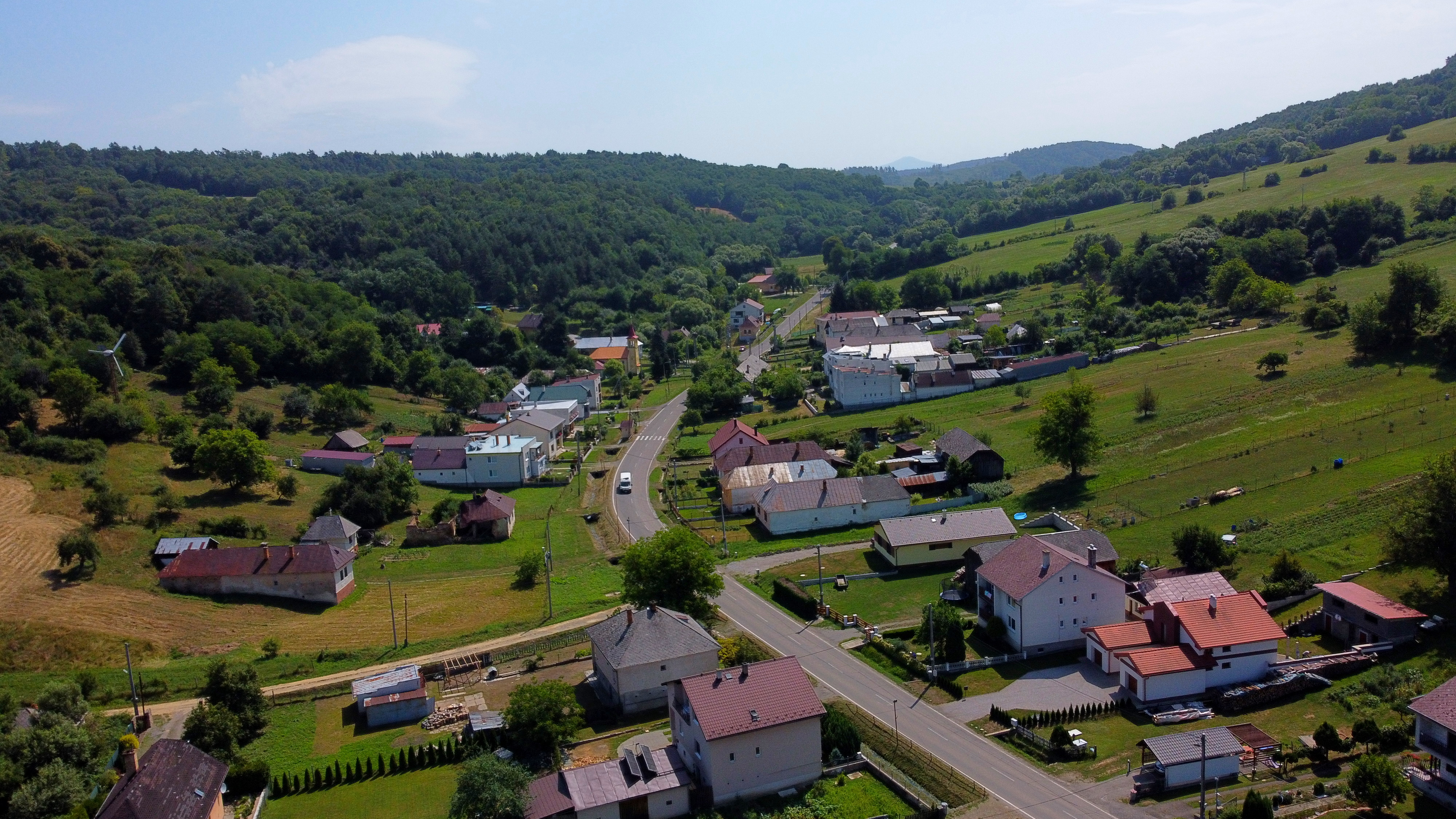
Blick zum Ort

## Geographie
Die Gemeinde befindet sich am Südteil der Niederen Beskiden im Bergland Ondavská vrchovina, im Tal der Ondavka im Einzugsgebiet der Ondava. Das Ortszentrum liegt auf einer Höhe von 220 m n.m. und ist sechs Kilometer von Humenné entfernt.
Nachbargemeinden sind Slovenská Volová im Westen, Nordwesten und Norden, Sopkovce im Norden, Brestov im Nordosten und Osten und Myslina im Süden.

## Geschichte
Gruzovce soll im 14. Jahrhundert nach Gewohnheitsrecht gegründet worden sein  und zum ersten Mal 1543 (nach älteren Quellen erst 1568 als Grwzoocz) schriftlich erwähnt, weitere historische Bezeichnungen sind unter anderen Grozoth (1569), Grosowcze (1773), Grozowcze (1786) und Gruzovce (1808). Das Dorf war zuerst Teil des Herrschaftsgebiets von Humenné, später waren Mitglieder der Familie Sennyey Gutsherren. Im 18. Jahrhundert war es Besitz der Familie Szirmay, im 19. Jahrhundert besaß das Geschlecht Andrássy die Ortsgüter. 1715 gab es sechs verlassene und drei bewohnte Haushalte. 1787 hatte die Ortschaft 28 Häuser und 228 Einwohner, 1828 zählte man 21 Häuser und 167 Einwohner. Von 1890 bis 1910 wanderten viele Einwohner aus.
Bis 1918 gehörte der im Komitat Semplin liegende Ort zum Königreich Ungarn und kam danach zur Tschechoslowakei beziehungsweise heute Slowakei. In der Zeit der ersten tschechoslowakischen Republik waren die Einwohner als Landwirte und Viehzüchter beschäftigt.
Von 1966 bis 1990 war Gruzovce Teil der Nachbargemeinde Slovenská Volová.

## Bevölkerung
| Jahr                | 1994 | 2004    | 2014    | 2024     |
| ------------------- | ---- | ------- | ------- | -------- |
| Anzahl der Personen | 130  | 127     | 124     | 137      |
| Unterschied         |      | −2,30 % | −2,36 % | +10,48 % |

| Jahr                | 2023 | 2024    |
| ------------------- | ---- | ------- |
| Anzahl der Personen | 140  | 137     |
| Unterschied         |      | −2,14 % |

Nach der Volkszählung 2011 wohnten in Gruzovce 123 Einwohner, alle davon Slowaken.
118 Einwohner bekannten sich zur römisch-katholischen Kirche, drei Einwohner zur griechisch-katholischen Kirche und ein Einwohner zur orthodoxen Kirche. Bei einem Einwohner wurde die Konfession nicht ermittelt.

## Bauwerke und Denkmäler
- moderne römisch-katholische Kirche aus dem Jahr 1970

## Verkehr
Durch Gruzovce führt die Cesta III. triedy 3826 („Straße 3. Ordnung“) von Humenné (Anschluss an die Cesta I. triedy 74 („Straße 1. Ordnung“)) heraus und weiter nach Ohradzany und Košarovce. Der nächste Bahnanschluss ist in Humenné an den Bahnstrecken Michaľany–Łupków und Humenné–Stakčín.